# Robie (roman)
Robie (titlul original: în engleză Of Human Bondage), este un roman din 1915 al lui William Somerset Maugham. În general, se acceptă ca romanul să fie considerat capodopera sa de bază și să fie considerată autobiografică, deși Maugham a declarat: „Acesta este un roman, nu o autobiografie; deși în ea este destulă autobiografie, dar mai mult este o pură invenție”. Inițial a planificat să-și numească romanul Beauty from Ashes, totuși, în cele din urmă s-a decis la un titlu preluat dintr-o secțiune din Etica lui Spinoza. Compania de publicații americană Modern Library, a clasat romanul Robie pe locul 66 pe lista sa cu cele mai bune 100 de romane în limba engleză ale secolului XX.